# 司馬景 (沛王)
司马景（？—275年9月25日），原名不详，后世因避讳追尊唐世祖李昞将他改名景，字子文，河内郡温县（今河南省焦作市温县）人，西晋太宰、持节、都督中外诸军事、安平献王司马孚第九子，晋朝宗室。

## 生平
司马景在曹魏封乐安亭侯，历任谏议大夫。晋武帝司马炎接收禅让建立西晋后，于泰始元年十二月丁卯（266年2月9日）封司马景为沛王，食邑三千四百户。司马景封沛王十一年，于咸宁元年八月壬寅（275年9月25日）去世，谥号顺，儿子司马韬继立为沛王。

## 家庭

### 兄弟
- 司马邕，西晋步兵校尉、侍中、安平贞世子
- 司马望，西晋大司马、义阳成王
- 司马辅，西晋太原成王
- 司马翼，曹魏武贲中郎将
- 司马晃，西晋侍中、司空、尚书令、下邳献王
- 司马瑰，西晋东中郎将、太原烈王
- 司马珪，西晋尚书右仆射、高阳元王
- 司马衡，西晋常山孝王

## 延伸阅读
[在维基数据编辑]
 《晉書·卷037》，出自房玄齡《晉書》

| 前任： 無 | 晉朝沛王 265年—275年 | 繼任： 子司馬韜 |